# Malin Levanon

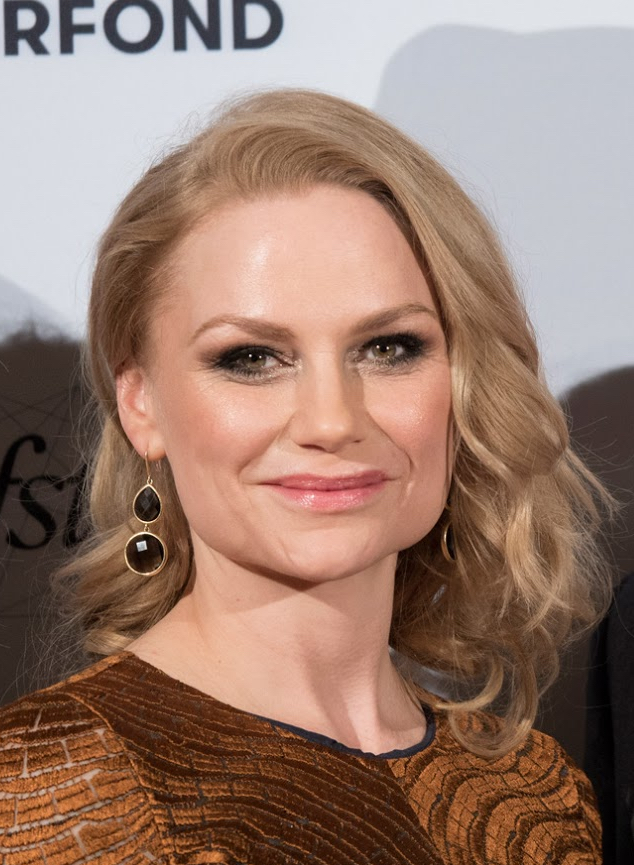
Malin Levanon (2016)

Malin Levanon (* 12. November 1977 in Gagnef) ist eine schwedische Schauspielerin.

## Leben
Malin Levanon wuchs in Gagnef in Dalarna auf, wo sie bereits im Alter von acht Jahren ihr Schauspieldebüt bei den jährlichen Sommertheaterstücken in ihrem Dorf gab. Sie hat Jerzy Grotowskis Theateranthropologie studiert und mit Mike Leighs Methoden für Filme gearbeitet.
Levanon erhielt 2016 einen Guldbaggen-Preis in der Kategorie Beste weibliche Hauptrolle für ihre Hauptrolle als Minna in dem Film Tjuvheder. Der Film gewann insgesamt fünf Guldbaggen-Preise. Im selben Jahr spielte sie auch die Figur Mamman in dem Film Flocking, für den sie zusammen mit ihrer Kollegin Eva Melander den Filmpublicisternas-Preis als Filmpaar des Jahres gewann. Levanon spielte auch in dem Film Återträffen mit Anna Odell, der 2013 bei den Filmfestspielen von Venedig den Kritikerpreis und den Preis für den besten Debütfilm gewann, der Film wurde außerdem mit dem Guldbaggen-Preis für den besten Film ausgezeichnet. Levanon gewann 2016 auch den Northern Lights Lights Award Casters Critiques Choice Ehrenpreis in Berlin.
2011 spielte Levanon in der SVT-Fernsehserie Anno 1970 mit, und in der Fernsehserie Die Brücke – Transit in den Tod spielte sie die Figur Filippa. 2011 spielte Levanon die Figur Kia in der Romanverfilmung Gläntan. Sie gewann den Ehrenpreis beim Internationalen Filmfestival von Stockholm.
2016 spielte sie in der Fernsehserie Black Widows an der Seite von Cissi Forss und Peter Stormare mit. Die Serie wurde auf TV3 ausgestrahlt.

## Filmografie (Auswahl)
- 2006: Frostbiten
- 2009: I skuggan av värmen
- 2011: Gläntan
- 2011: Anno 1790

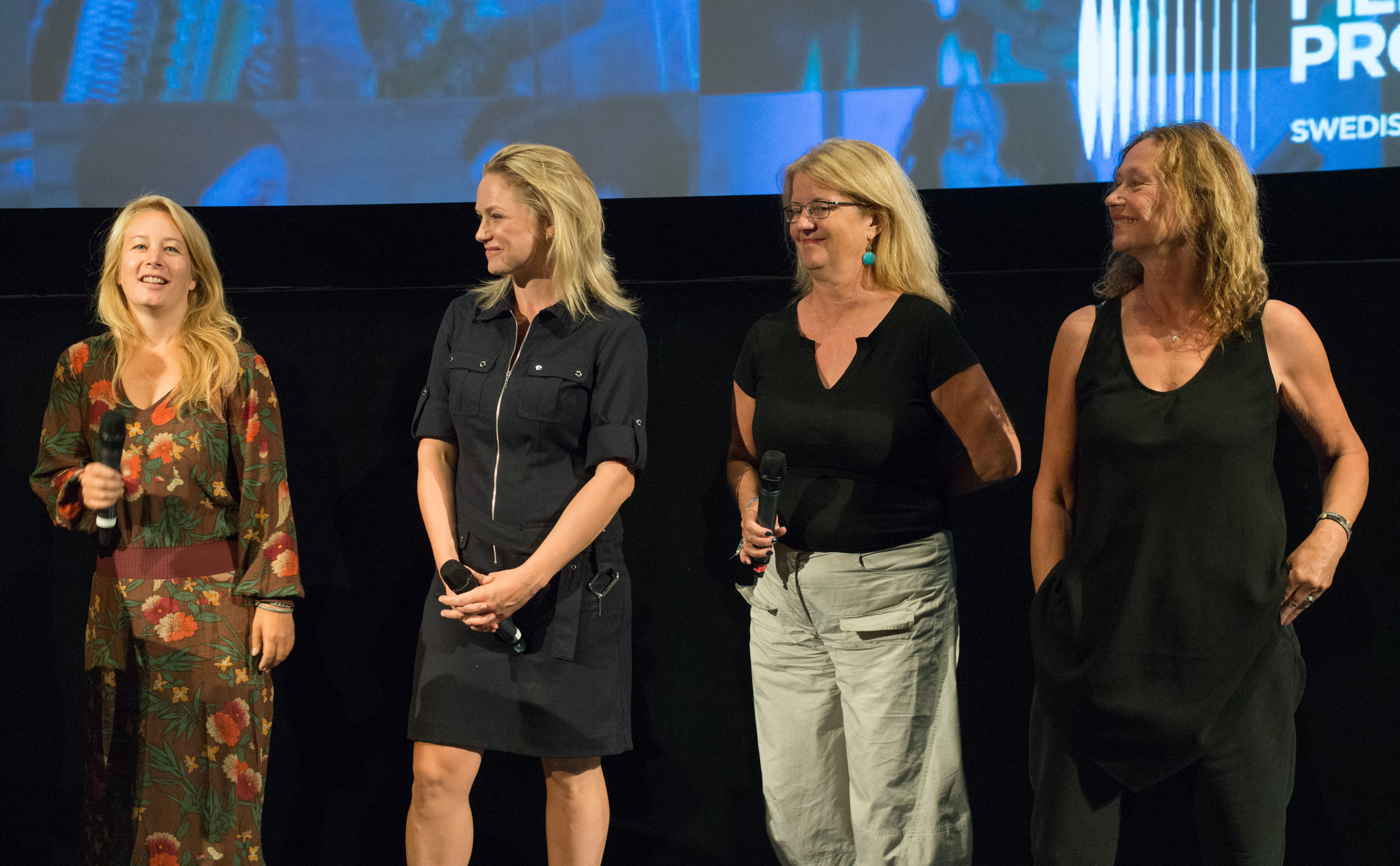
Malin Levanon (2015)

- 2011: Die Brücke – Transit in den Tod
- 2013: Återträffen
- 2015: Flocken
- 2015: Tjuvheder
- 2015: Master Plan – Der perfekte Coup (Jönssonligan – Den perfekta stöten)
- 2016: Black Widows
- 2016: 6A
- 2017: Krig
- 2019: Britt-Marie war hier
- 2020: Off Radar
- 2020: Liebe und Anarchie
- 2023: Detective No. 24 (Detektiven från Beledweyne, Fernsehserie)